# نزف بنكرياسي
النزف البنكرياسي هو سبب نادر لنزف الجهاز الهضمي السفلي. وهو ناتج عن مصدر نزفي في البنكرياس، أو القناة البنكرياسية، أو الأعضاء المجاورة للبنكرياس، مثل نزف الشريان الطحالي في القناة البنكرياسية التي تتصل بالأمعاء عند الإثني عشر، الجزء الأول من الأمعاء الدقيقة. قد يصاب مرضى النزف البنكرياسي بأعراض نزف الجهاز الهضمي السفلي، مثل وجود الدم في البراز، أو تلوّن البراز بلون أحمر داكن، أو التغوط الأسود، وهو براز قطراني داكن ناتج عن هضم خلايا الدم الحمراء مع البراز. قد يعاني المرضى أيضًا من ألم في البطن. ترتبط الحالة بالتهاب البنكرياس وسرطان البنكرياس وأمهات دم الشريان الطحالي. يمكن تشخيص النزف البنكرياسي من خلال التنظير (التنظير الهضمي العلوي)، إذ يمكن من خلاله رؤية دم جديد في القناة البنكرياسية. يمكن بدلًا من ذلك استخدام تصوير الأوعية عبر حقن الشريان البطني وتحديد مصدر النزف. يمكن استخدام نفس هذا الإجراء التشخيصي للعلاج؛ لأن إحداث انسداد في الوعاء الطرفي قد ينهي النزيف. ومع ذلك، قد يُضطر الأطباء لاستئصال البنكرياس البعيد (عملية جراحية لإزالة ذيل البنكرياس) من أجل وقف النزف.

## العلامات والأعراض
النزف البنكرياسي نادر الحدوث، وتعتمد تقديرات معدل حدوثه على سلسلة صغيرة من الحالات. وهو السبب الأقل شيوعًا لنزف الجهاز الهضمي العلوي (1/1500) وغالبًا ما ينتج عن التهاب البنكرياس المزمن أو أكياس البنكرياس الكاذبة أو أورام البنكرياس. لذلك يمكن بسهولة التغاضي عن هذا التشخيص عند وضع التشخيص التفريقي للنزف. العرض المعتاد للنزف البنكرياسي هو وجود علامات لنزف الجهاز الهضمي العلوي أو السفلي، مثل التغوط الأسود (أو البراز الأسود القطراني الداكن)، أو البراز الأحمر الداكن، أو التغوط الدموي، وهو نزيف مستقيمي صريح. يعاني أكثر من نصف مرضى النزف البنكرياسي من ألم في البطن أيضًا، ويشعر به المريض عادة في المنطقة الشرسوفية، أو الجزء العلوي من البطن. يوصف الألم بأنه ذو طبيعة «متزايدة ومتناقصة»؛ أي أنه يزداد وينخفض في شدته ببطء مع مرور الوقت. يُعتقد أن سبب ذلك هو انسداد عابر لقناة البنكرياس من مصدر النزف أو من الجلطات. إذا كان مصدر النزف يسبب أيضًا انسداد القناة الصفراوية المشتركة (مثل أورام رأس البنكرياس). سيصاب المريض باليرقان أو «البراز الفضي»، وهو أحد العلامات غير الشائعة للبراز الحواري المختلط بالدم.

## الأسباب
يمكن تصنيف أسباب النزف البنكرياسي إلى أمراض البنكرياس وأمراض الأوعية الدموية حول البنكرياس. تشمل أمراض البنكرياس التهاب البنكرياس الحاد والمزمن، وسرطان البنكرياس، وحصوات قناة البنكرياس، وأمهات دم الشريان الطحالي، وأمهات الدم الكاذبة في الشريان الطحالي، والشريان الكبدي. أمهات الدم الكاذبة هي إحدى مضاعفات التهاب البنكرياس، إذ يتكون كيس كاذب ذو جدار متاخم للشريان، الذي عادة ما يكون الشريان الطحال. إذا تمزق جدار الشريان ستنزف أم الدم الكاذبة في القناة البنكرياسية.
من النادر أن يتجه النزف إلى الأمعاء عبر قناة البنكرياس الإضافية (أو قناة سانتوريني)، ويتجه عبر قناة البنكرياس الرئيسية (أو قناة ويرسينغ). يسمى الأول نزف سانتوريني والأخير نزف ويرسينغ. قد يحدث النزف من قناة سانتوريني بسبب البنكرياس المنقسم، وهي حالة خلقية قد تسبب حدوث التهاب بنكرياس.

## العلاج
يعتمد علاج النزف البنكرياسي على مصدر النزف. إذا كان سبب النزف بحسب ما ظهر في تصوير الأوعية ناتج عن وعاء دموي صغير يمكن إيقاف النزف عبر التصميم (الانسداد) أثناء الإجراء التشخيصي مباشرة. يمكن استخدام الدعامات والشبكات في منطقة النزف من أجل السيطرة عليه. ومع ذلك، قد يكون النزف مقاومًا للانصمام، مما يتطلب جراحة لإزالة البنكرياس في منطقة النزف. قد يكون سبب النزف متوزعًا جدًا ولا يمكن علاجه بالانصمام (مثل التهاب البنكرياس أو سرطان البنكرياس). قد يتطلب هذا أيضًا علاجًا جراحيًا، وعادةً ما يلزم استئصال البنكرياس البعيد، أو إزالة جزء من البنكرياس من منطقة النزف حتى الذيل.

## تاريخيًا
وصف لور وفاريل النزف البنكرياسي لأول مرة على أنه سبب للنزف في عام 1931، الذي وصف أمهات دم الشريان الطحالي التي يسبب تمزقها حدوث نزف عبر القناة البنكرياسية. اقترح فانكيميل في عام 1969 مصطلح «نزف وارسينغ» (المستخدم حاليًا في فرنسا). نشر ساندبلوم في عام 1970 ثلاث حالات عن النزف البنكرياسي، وصاغ مصطلح «النزف البنكرياسي» للتفريق بينه وبين متلازمة نزف مجاري الصفراء السريرية.